# 北石加村
北石加村（きたいしかむら）は三重県員弁郡にあった村。現在のいなべ市大安町の中部、国道306号・国道421号の交点周辺にあたる。

## 地理
- 河川：源太川、青川

## 歴史
- 1889年（明治22年）4月1日 - 町村制の施行により、石榑東村・石榑北村・石榑北山村の区域をもって発足。
- 1907年（明治40年）4月1日 - 南石加村と合併して石榑村が発足。同日北石加村廃止。